# Quatre Garçons pleins d'avenir
Pour plus de détails, voir Fiche technique et Distribution.
Quatre Garçons pleins d'avenir est un film français réalisé par Jean-Paul Lilienfeld, sorti en 1997.

## Synopsis
Arnaud Allard (Olivier Brocheriou), Axel (Stéphan Guérin-Tillié), Johan (Olivier Sitruk) et Julien « Breitling » Madigan (Éric Berger) sont quatre amis étudiants en droit à la faculté d'Aix-en-Provence. Breitling est l'étudiant modèle, Johan le dragueur prêt à séduire sa professeure le temps de s'assurer une bonne note, Axel le téméraire qui attire en moins de deux les ennuis et Arnaud qui vient d'échouer pour la troisième fois à l'examen de passage en seconde année. Pour célébrer les résultats des examens et la fin de l'année les amis décident de sortir faire la fête, quitte à pousser un peu Arnaud déprimé par son troisième échec consécutif. C'est le début d'une aventure qui laissera des traces chez les quatre garçons.

## Fiche technique
- Titre : Quatre Garçons pleins d'avenir
- Réalisation : Jean-Paul Lilienfeld
- Scénario : Jean-Patrick Benes, Laurent Molinaro et Jean-Paul Lilienfeld
- Décors : Sylvie Olivé
- Costumes : Mimi Lempicka
- Photographie : Michel Cénet, Jacques Loiseleux
- Montage : Georges Klotz
- Musique : Billy Ze Kick et les Gamins en Folie
- Son : Michel Kharat, Joël Rangon
- Directeur de production : Jean-François Geneix
- Production : Thierry Lhermitte et Louis Becker
- Sociétés de production : ICE3, TF1 Films Production
- Société de distribution : AMLF
- Pays d'origine :
- Langue originale : français
- Genre : comédie
- Durée : 90 minutes
- Date de sortie :
  - France : 6 août 1997

## Distribution
- Olivier Brocheriou : Arnaud Allard, « Sérial loser »
- Stéphan Guérin-Tillié : Axel
- Olivier Sitruk : Johan
- Éric Berger : Julien « Breitling » Madigan
- Thierry Lhermitte : le commissaire
- Roland Giraud : Duprez, l'examinateur
- Patrick Sébastien : Georges Fougas, le gardien de nuit, voisin d'Arnaud, alcoolique ex-légionnaire
- Amélie Pick : Sophie Ravec
- Louis Becker : le flic de faction
- Anne Décis : une fille à la fête
- Jean-Paul Lilienfeld : l'examinateur
- Virginie Cohen : Anne
- Caroline Filipek : Marie-Odile
- Aurélien Geneix (l'acteur) / Patrick Mancini (la voix) : Michaël Crawczyk
- Mélisandre Meertens : Hergie
- Laurence Gormezano : jeune fille Johan
- Gérard Lacombe : le Doyen
- Olivia Michel De Chabanne : Emma, la colocataire d'Arnaud
- Astrid De Convois : la fille à la poitrine forte
- Sylvie Baroni : Madame Fougasse
- Stephan Chrisz : Laurent
- Foand Maaskri : Sylvain
- Carol Durand : Vanessa
- Laurent Molinaro : l'étudiant 1
- Must (chien) : le chien Victor

## Autour du film

### Projet de suite
En Juillet 2020, le projet d'une suite est officialisé sur les réseaux sociaux. Intitulée Les Relous, elle devrait réunir, 22 ans après, le casting original (Olivier Brocheriou, Olivier Sitruk, Stéphan Guérin-Tillié, Éric Berger et Patrick Sébastien), et devrait être réalisée de nouveau par Jean-Paul Lilienfeld.
En Septembre 2021, le site de référence du cinéma Cinésérie annonce que Benjamin Gufflet devrait être le producteur de cette suite.